# 皮尔努瓦
皮尔努瓦（法語：Pulnoy，法語發音：[pylnwa]）是法国默尔特-摩泽尔省的一个市镇，位于该省南部，南锡市区东北，属于南锡区。

## 地理
皮尔努瓦（48°42'4"N, 6°15'30"E）面积3.74 平方千米，位于法国大東部大區默尔特-摩泽尔省，该省份为法国东北部内陆省份，是洛林的一部分，北邻比利时、卢森堡，北起顺时针与摩泽尔省、下莱茵省、孚日省和默兹省接壤。
与皮尔努瓦接壤的市镇（或旧市镇、城区）包括：塞尔维尔、埃塞莱南锡、拉讷沃洛特、勒农库尔、索尔叙尔莱南锡、塞尚。

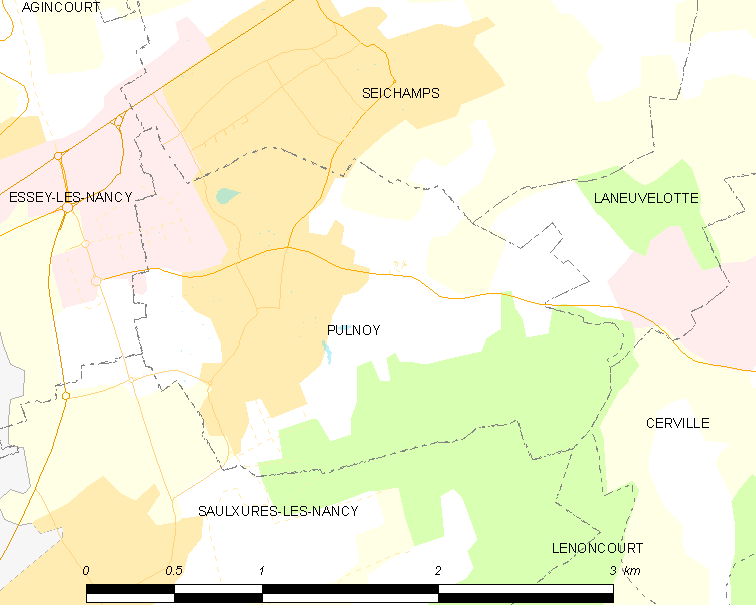
皮尔努瓦的OSM定位图

皮尔努瓦的时区为UTC+01:00、UTC+02:00（夏令时）。

## 行政
皮尔努瓦的邮政编码为54425，INSEE市镇编码为54439。

## 政治
皮尔努瓦所属的省级选区为格朗库罗内县。

## 人口

1962-2008年间皮尔努瓦人口变化图示

皮尔努瓦于2022年1月1日时的人口数量为5123人。